# Bosobolo
Bosobolo è un centro abitato della Repubblica Democratica del Congo, situato nella Provincia del Nord Ubangi.